# 国際連合西サハラ住民投票ミッション
国際連合西サハラ住民投票ミッション（こくさいれんごうにしサハラじゅうみんとうひょうミッション 英:United Nations Mission for the Referendum in Western Sahara 仏:Mission des Nations unies pour l'Organisation d'un Référendum au Sahara Occidental, MINURSO）は国際連合平和維持活動の一つ。1991年4月29日の国際連合安全保障理事会決議690に基づき設立された。2017年現在も継続中であり、人員は約450名。

## 概要
西サハラはスペイン領であったが領有権を放棄し、1975年にはモロッコとモーリタニアによる分割統治が開始された。1977年にはポリサリオ戦線が独立を目指して武装闘争を開始し、1979年にモーリタニアは撤退した。モーリタニアが撤退した領域にはモロッコが入り、その後もポリサリオ戦線とモロッコとの間で武力衝突が継続された。
国際連合の仲介により、停戦と独立に関する住民投票を行うことに紛争当事者が合意し、1991年に停戦が発効した。1991年4月に安全保障理事会決議690号が出され、住民投票を行うためにMINURSOが設立された。
MINURSOの目的は
1. 停戦の監視および両軍の配置の確認
2. 政治犯の釈放
3. 難民などの故郷帰還の支援
4. 住民投票の有権者の確定および住民投票の実施

にある。
MINURSO設立当初の予定では、1992年に独立かモロッコへの帰属かを決定する住民投票を行う予定であった。しかし、この地域は遊牧民が多く投票権を持つ「西サハラ住民」の定義をめぐる問題から有権者の認定が困難を極めるためという理由で幾度となく投票が延期されている。このため、MINURSOの活動も毎年延長されているものの、住民投票実施の見通しは立っていない。